# Ambassade van Noord-Korea in Peking
De ambassade van Noord-Korea in Peking ligt in het district Chaoyang in de stad Peking. Sinds oktober 2010 is Ji Jae-ryong de ambassadeur van Noord-Korea in China. Hij volgde Choi Pyong-gwan op, die zes maanden ambassadeur in China was.